# Jaume Aymà i Mayol
Jaume Aymà i Mayol (Barcelona, 10 de gener de 1911 - Sant Cugat del Vallès, 15 de maig de 1989) fou un editor i publicista català.
El 1925, amb 14 anys, col·laborava a L'Esquella de la Torratxa, La Campana de Gràcia, Diari de Mataró i La Publicitat, i des del 1927 treballava a una empresa de teixits. Durant la Segona República Espanyola fou professor de català a l'Extensió d'Ensenyament Tècnic, als cursos populars de la Generalitat de Catalunya i als Estudis Universitaris Obrers de la Universitat Autònoma de Barcelona. També fou membre de la junta directiva del Col·legi Oficial de Professors de Català i col·laborà a La Publicitat, Meridià i Revista de Catalunya.
Després de la guerra civil espanyola fou depurat i es quedà sense feina. El 1944 va fundar amb el seu pare, Jaume Aymà i Ayala, l'editorial Aymà, amb la qual va publicar obres en català de Joan Oliver i Xavier Benguerel i va promoure el Premi Joanot Martorell. Des del 1967 dirigí les Edicions Andorra, on publicà obres d'autors exiliats. El 1984 va rebre la Creu de Sant Jordi.